# James Edward Oglethorpe
James Edward Oglethorpe   (Londres, 22 de desembre de 1696 - Cranham, 30 de juny de 1785) fou un general i filantrop britànic, fundador de la colònia de Geòrgia.

## Biografia
Fill Theophilus Oglethorpe (1650-1702), estudià poc temps a Oxford abans d'entrar a l'exèrcit del príncep Eugeni de Savoia. Ajudant de camp, es distingí al setge de Belgrad de 1717.
Representant al Parlament, es mostrà com un gran reformador social, esperant poder reinstal·lar els pobres d'Anglaterra, i en particular els que es trobaven a les presons, al Nou Món. Proposa així la creació d'una colònia entre la Carolina del Sud i la Florida per proporcionar un amortidor contra la Florida espanyola i desembarcà al lloc de Savannah al febrer de 1733. De Londres, obtingué de poder portar-hi els insolvents, els indigents, els refugiats alemanys i suïssos i els jueus, però n'exclou els catòlics. Hi obre una lògia maçònica i hi bandeja l'esclavatge, la qual cosa no fou sense enrabiar alguns dels colons. El 1750 la colònia romania poc poblada i Geòrgia es va convertir en una colònia de la corona el 1752.
De tornada a Londres, va haver de llançar assalts contra les colònies espanyoles en el moment del conflicte anglo-espanyol de 1739, però fracassà a prendre Saint Augustine.
L'any 1743, va formar una unitat de rangers per a la Virgínia i els posà al servei de la Corona en el moment de l'Aixecament jacobita.